# إدغار إف. شانون جونيور
إدغار إف. شانون جونيور (بالإنجليزية: Edgar F. Shannon, Jr.)‏ هو مدرس أمريكي، ولد في 4 يونيو 1918 في كسينغتون في الولايات المتحدة، وتوفي في 24 أغسطس 1997 في شارلوتسفيل في الولايات المتحدة.